# Црни филм
Црни филм је југословенски документарни филм из 1971. године. Режирао га је Желимир Жилник који је написао и сценарио. Припада остварењима црног таласа.

## Радња
Филм се бави социјалним проблемима бескућника који су препуштени сами себи. Радња се дешава 29. јануара 1971. у Новом Саду. Желимир Жилник проналази 6 бескућника које на неколико дана позива у свој стан од 48 квадрата у коме станује са женом и ћерком. Шест бескућника говори о својим проблемима, а Жилник покушава да код надлежних југословенских органа пронађе смјештај за њих.

## Улоге
| Глумац             | Улога |
| ------------------ | ----- |
| Желимир Жилник     |       |
| Цвета Вулетић      |       |
| Лука Бауер         |       |
| Стеван Палинкаш    |       |
| Милорад Живанчев   |       |
| Александар Лопатин |       |
| Ивана Жилник       |       |
| Милица Жилник      |       |